# Barbara Pierre
Barbara Pierre (née le 28 avril 1986) est une athlète haïtienne possédant également la nationalité américaine, spécialiste du sprint.

## Carrière
Sélectionnée dans l'équipe d'Haïti, lors des Jeux olympiques d'été de 2008 à Pékin, Barbara Pierre participe à l'épreuve du 100 mètres. Elle termine quatrième de sa série du premier tour avec le temps de 11 s 52, puis échoue à la cinquième place de sa course des quarts de finale avec 11 s 56.
Elle concourt sous les couleurs des États-Unis depuis le 24 mars 2011.
En début de saison 2012, elle porte son record personnel sur 60 mètres à 7 s 06 à Albuquerque. Elle termine quatrième des championnats du monde en salle d'Istanbul en 7 s 14.
En mai 2013, Barbara Pierre porte son record personnel sur 100 m à 11 s 02 à George Town. Lors des championnats des États-Unis de Des Moines elle établit la meilleure performance mondiale de l'année sur 100 m en demi-finale en 10 s 85 (+2,0 m/s). Elle se classe cinquième de la finale en 10 s 94.
Lors de l'étape de la ligue de diamant à Londres, elle réalise de nouveau 10 s 85 égalant son récent record personnel.
Le 19 mars 2016, arrivée comme prétendante, Barbara Pierre est sacrée championne du monde du 60 m lors championnats du monde en salle de Portland en 7 s 02 devant la Néerlandaise Dafne Schippers (7 s 04). En demi-finale, elle avait réalisé 7 s 00.

## Palmarès
| Date | Compétition                           | Lieu                               | Résultat | Épreuve   | Marque  |
| ---- | ------------------------------------- | ---------------------------------- | -------- | --------- | ------- |
| 2008 | Champ. d'Am. centrale et des Caraïbes | Cali                               | 3e       | 100 m     | 11 s 40 |
| 2011 | Jeux panaméricains                    | Guadalajara                        | 2e       | 100 m     | 11 s 25 |
| 2011 | Jeux panaméricains                    | Guadalajara                        | 2e       | 4 x 100 m | 43 s 10 |
| 2012 | Championnats du monde en salle        | Istanbul                           | 4e       | 60 m      | 7 s 14  |
| 2013 | DécaNation                            | Valence                            | 1re      | 100 m     | 11 s 18 |
| 2015 | Jeux panaméricains                    | Toronto                            | 3e       | 100 m     | 11 s 01 |
| 2015 | Jeux panaméricains                    | Toronto                            | 1re      | 4 x 100 m | 42 s 58 |
| 2015 | Championnats NACAC                    | San José                           | 1re      | 100 m     | 11 s 12 |
| 2015 | Championnats NACAC                    | San José                           | 1re      | 4 x 100 m | 42 s 24 |
| 2015 | DécaNation                            | Paris                              | 1re      | 100 m     | 11 s 27 |
| 2016 | Championnats du monde en salle        | Portland                           | 1re      | 60 m      | 7 s 02  |
| 2017 | Circuit mondial en salle de l'IAAF    | Circuit mondial en salle de l'IAAF | 2e       | 60 m      | détails |

## Records
| Épreuve | Performance | Lieu               | Date                         |
| ------- | ----------- | ------------------ | ---------------------------- |
| 60 m    | 7 s 00      | Portland           | 19 mars 2016                 |
| 100 m   | 10 s 85     | Des Moines Londres | 21 juin 2013 27 juillet 2013 |